# Пиетрари (Паушешти-Маглаши)
Пиетрари (рум. Pietrari) насеље је у Румунији у округу Валча у општини Паушешти-Маглаши. Oпштина се налази на надморској висини од 419 m.

## Становништво
Према подацима из 2011. године у насељу је живело 184 становника.